# Dolichognatha longiceps
Dolichognatha longiceps är en spindelart som först beskrevs av Tamerlan Thorell 1895. Dolichognatha longiceps ingår i släktet Dolichognatha och familjen käkspindlar.
Artens utbredningsområde är Myanmar. Inga underarter finns listade i Catalogue of Life.